# Norddeutschland
Als Norddeutschland werden heute die nördlichen Teile der Bundesrepublik Deutschland bezeichnet. Bis 1945 zählten auch die nordöstlichen, preußischen Gebiete des Deutschen Reichs dazu. Das Gebiet ist geographisch nicht exakt definiert. Oft ist das Norddeutsche Tiefland gemeint, in dem früher allgemein die niederdeutsche Sprache („Plattdeutsch“) gesprochen wurde, die in ländlichen Regionen bis heute verbreitet ist. Zur norddeutschen Identität gehören außerdem die Nähe zum Meer (Nord- und Ostsee) und, historisch damit verbunden, die Hanse.
Neben Schleswig-Holstein, Hamburg, Mecklenburg-Vorpommern, Niedersachsen und Bremen werden gelegentlich auch Westfalen (in Nordrhein-Westfalen), die Altmark und der Elbe-Havel-Winkel in Sachsen-Anhalt sowie das nördliche Brandenburg mit der Prignitz, der Uckermark und dem Barnim zu Norddeutschland gezählt. Unterteilt wird Norddeutschland oft in die Gebiete Nordwestdeutschland und Nordostdeutschland.

## Geschichte

### Mittelalter und frühe Neuzeit
Im Ostfrankenreich bestand das heutige Norddeutschland bis ins 10. Jahrhundert im Wesentlichen aus dem Stammesherzogtum Sachsen und dem Sprachgebiet des gleichnamigen Volks. Dieses Sprachgebiet dehnte sich im Zuge der deutschen Ostsiedlung auf hinzugewonnene, südlich der Ostsee gelegene Territorien des Reichs aus, zerfiel aber bis ins Spätmittelalter in zahlreiche Herzogtümer, Grafschaften, Bistümer und freie Städte.
Eine exakte, beispielsweise administrative Abgrenzung von Norddeutschland zu Mittel- und Süddeutschland gab es nie. Am ehesten bietet sich die Verbreitung der Niederdeutschen Sprache als Distinktionsmerkmal an. Darüber hinaus aber waren den norddeutschen Territorien schon in Mittelalter und früher Neuzeit bestimmte politische Charakteristika gemeinsam. So erklärt sich aus der Nähe zum Meer, dass die weitaus meisten Hansestädte in Norddeutschland lagen. Außerhalb der Region hatte der Städtebund nur wenige Mitglieder.
Hinzu kommt ab dem Spätmittelalter eine gewisse Reichsferne der norddeutschen Territorien. Der Einfluss der römisch-deutschen Kaiser, deren Hausmacht sich spätestens seit dem 15. Jahrhundert auf die habsburgischen Gebiete Süddeutschlands konzentrierte, war im Norden sehr gering, und nahm weiter ab, als sich nach 1517 die meisten norddeutschen Reichsstände der Reformation anschlossen. Unterbrochen wurde diese Entwicklung nur während einer kurzen Phase des Dreißigjährigen Kriegs als kaiserliche Truppen bis an Nord- und Ostsee vordrangen. Seit dem 18. Jahrhundert entwickelte sich mit Preußen eine norddeutsche, protestantische Großmacht, die zunehmend in Konkurrenz zum süddeutschen Machtbereich der katholischen Kaiser trat.

### Deutscher Bund

Der Deutsche Bund von 1815 bis 1866 war ein loser Staatenbund, dessen Umwandlung in einen Deutsches Reich genannten Bundesstaat 1848/1849 scheiterte.

Im Deutschen Bund (ab 1815) gab es eine gewisse Unterscheidung in Norddeutschland und Süddeutschland dadurch, dass der Norden von Preußen dominiert und beeinflusst wurde. Dem standen die Staaten in Süddeutschland, vor allem die Königreiche Bayern und Württemberg sowie das Großherzogtum Baden, und schließlich auch das Kaisertum Österreich gegenüber. Es ist damals aber nicht scharf voneinander abgegrenzt worden, welche Gebiete als „norddeutsch“ und welche als „mitteldeutsch“ galten.
Eindeutig norddeutsch waren
- der größte Teil des Königreichs Preußen, vor allem die Provinzen Preußen (Ost- und Westpreußen), Pommern, Brandenburg und teilweise Westfalen, nicht dagegen die Rheinprovinz und Schlesien
- das Königreich Hannover
- das Großherzogtum Oldenburg
- das Herzogtum Holstein und das Herzogtum Lauenburg
- die beiden Herzogtümer Mecklenburg (Mecklenburg-Schwerin und Mecklenburg-Strelitz) und das Herzogtum Braunschweig
- die Fürstentümer Lippe-Detmold und Lippe-Schaumburg
- die drei Hansestädte Hamburg, Bremen und Lübeck als eigenständige Städte im Deutschen Bund

Die Herzogtümer Holstein und Lauenburg waren Mitglieder im Deutschen Bund, das Herzogtum Schleswig, dessen Nordhälfte sprachlich und kulturell dänisch geprägt war, hingegen nicht. Alle drei Elbherzogtümer hatten den dänischen König in Personalunion zum Herzog und gehörten zum Dänischen Gesamtstaat.

Die Erfurter Union, hier in gelb, wäre im Wesentlichen ein norddeutscher Bundesstaat geworden.

In den Jahren von 1848 bis 1851 war die alte Ordnung des Deutschen Bundes gestört. Eine gesamtdeutsche Reichsregierung ersetzte den alten Bundestag. Die Verfassung des Deutschen Reiches vom März 1849 wurde von 28 Staaten in Nord- und Mitteldeutschland sowie von Baden und schließlich auch Württemberg anerkannt.
Preußen bzw. der preußische König hingegen lehnte die Reichsverfassung ab. Der König unternahm einen eigenen Versuch, Deutschland zu einigen. Seine „Erfurter Union“ jedoch konnte nur zeitweise die Unterstützung von Hannover und Sachsen erringen. Beim Zusammentritt des Unionsparlaments im März 1850 hatten beide Königreiche sich bereits losgesagt. Im Parlament waren nur noch Preußen, Baden und die Kleinstaaten in Nord- und Mitteldeutschland vertreten. Ende 1850 musste Preußen die Union aufgeben, nachdem es von Österreich in der Herbstkrise unter Druck gesetzt worden war.
Auch in den nachfolgenden Debatten über eine Bundesreform kam der Gedanke immer wieder auf, Deutschland in Norden und Süden aufzuteilen. Beispielsweise nach dem Italienischen Krieg 1859 schlug Preußen vor, das Bundesheer im Norden dem preußischen König zu unterstellen, anstatt jeweils im Kriegsfall einen Bundesfeldherrn zu ernennen. Österreich und die Mittelstaaten lehnten eine solche Teilung des Heeres ab, da sie eine allgemeine Teilung des Deutschen Bundes vorbereitet hätte.

### Norddeutscher Bund ab 1867

Norddeutscher Bund ab 1867. Durch den Beitritt der süddeutschen Staaten Bayern, Württemberg, Baden und des südlichen Hessen-Darmstadt entstand 1871 das Deutsche Reich.

Das Jahr 1866 bedeutete für die Geschichte Deutschlands einen scharfen Einschnitt: Nach dem Deutschen Krieg wurde der Deutsche Bund aufgelöst. Im Prager Frieden wurde vereinbart, dass Preußen einen Bundesstaat nördlich des Mains gründen darf. Daher stammt die Mainlinie, die manchmal als Grenze zwischen Norddeutschland und dem Rest Deutschlands bzw. als Nordgrenze Süddeutschlands angesehen wird.
Dieser Bundesstaat erhielt am 1. Juli 1867 seine Verfassung und darin den Namen Norddeutscher Bund. Er hatte 22 nord- und mitteldeutsche Gliedstaaten nördlich der Mainlinie sowie das preußische Gebiet Hohenzollern im heutigen Baden-Württemberg. Die Staatsangehörigen der Gliedstaaten wurden zu den Staatsangehörigen des Bundesstaates, den „Norddeutschen“, wie sie in der Verfassung hießen.

### Entwicklung des gemeinsamen Bundesstaates
Der Bundesstaat hat im Laufe der Zeiten neue Verfassungen und Namen erhalten: ab 1871 Deutsches Reich und ab 1949 Bundesrepublik Deutschland. Es ist dennoch derselbe Staat. In Bezug auf Norddeutschland hat es seitdem bedeutende Gebietsveränderungen gegeben:
- Nach dem Ersten Weltkrieg verlor Deutschland den Norden der preußischen Provinz Schleswig-Holstein an Dänemark. Im Nordosten verlor Deutschland mehrere Gebiete an Polen und Litauen, Danzig wurde ein eigener Staat.
- Deutschland verlor die Ostgebiete jenseits der Oder-Neiße-Linie de facto nach dem Zweiten Weltkrieg, de jure spätestens mit dem 2+4-Vertrag im Jahre 1990. Bis dahin wurden in den alten Bundesländern bisweilen (z. B. in Schulbüchern oder auf Schulwandlandkarten) Ostpreußen und Hinterpommern und Teile Westpreußens noch als Teil Norddeutschlands bezeichnet.

Innerhalb des deutschen Staates bedeutete das Ende des Ersten Weltkriegs durch das damit verbundene Abdanken der Fürsten einen Einschnitt. Die Gebietsveränderungen in Norddeutschland waren eher geringfügig. So legte im Jahr 1937 das nationalsozialistische Regime mit dem Groß-Hamburg-Gesetz vor allem in Norddeutschland einige Gebiete zusammen. Nach dem Zweiten Weltkrieg veränderte sich dann der Zuschnitt der Gliedstaaten: Preußen wurde aufgelöst, so dass auf seinem ehemaligen Gebiet heutige Bundesländer wie zum Beispiel Schleswig-Holstein und Niedersachsen entstanden. Teils wurden diese Bundesländer durch das Zusammenlegen von Gliedstaaten gebildet.
Auf dem Gebiet der DDR lagen von 1949 bis 1990 die heutigen norddeutschen Bundesländer Mecklenburg-Vorpommern, Brandenburg und Sachsen-Anhalt. Von 1952 bis 1990 gab es anstelle dieser Länder allerdings Bezirke, nämlich die Bezirke Rostock, Schwerin, Neubrandenburg, Magdeburg, Potsdam und Frankfurt (Oder).

## Sprach- und Dialektgebiet, kulturelle Verbundenheiten

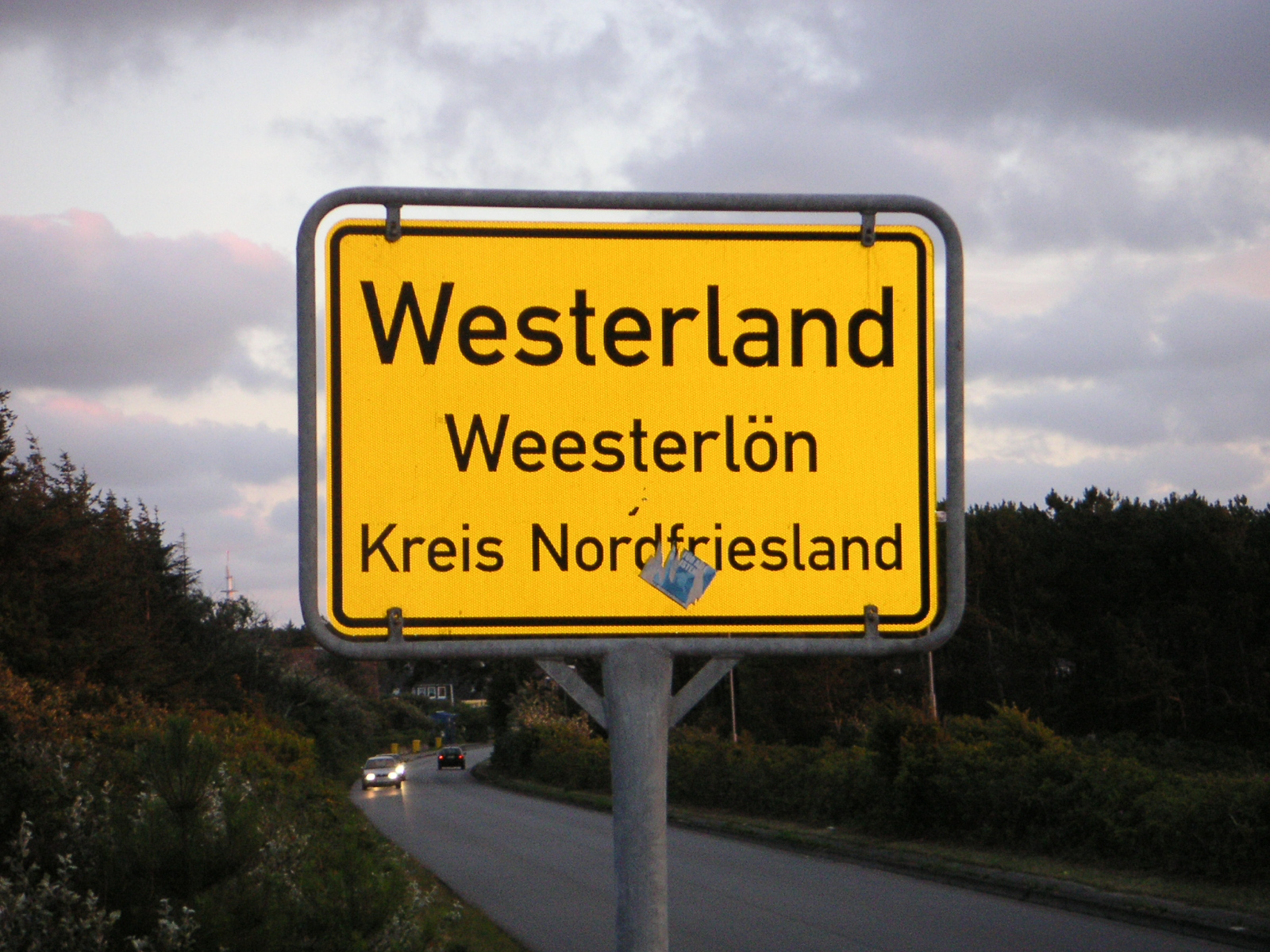
Zweisprachiges Ortseingangsschild in Westerland (standarddeutsch-nordfriesisch)

Historisch und traditionell wurde in Norddeutschland nördlich der Benrather Linie und der Uerdinger Linie die niederdeutsche Sprache gesprochen, die vor allem in ländlichen Regionen noch immer verbreitet ist. Etwa 15 % der Bevölkerung Norddeutschlands beherrscht die Sprache auf muttersprachlichem Niveau (nach eigener Aussage). Unter 20-Jährigen geben nur noch 0,8 % an, Niederdeutsch auf dieser Ebene sprechen zu können. Regional wird dem Gebrauch des Niederdeutschen durch die Verwendung zweisprachiger Ortsschilder Rechnung getragen. Das Niederdeutsche hat auch einen gewissen Schutz- und Förderstatus über die Europäische Sprachencharta.
Bereits im Mittelalter haben sich Schreibkundige im Norden verstärkt nach dem Süden hin orientiert. Um das Jahr 1500 gingen viele von ihnen wegen der Lutherbibel auf diejenige Sprachform über, die sich schließlich zur deutschen Standardsprache entwickelte. Das war zunächst vor allem ein Wechsel beim Schreiben. Später sprachen die Eliten in den Städten das Standarddeutsche auch.

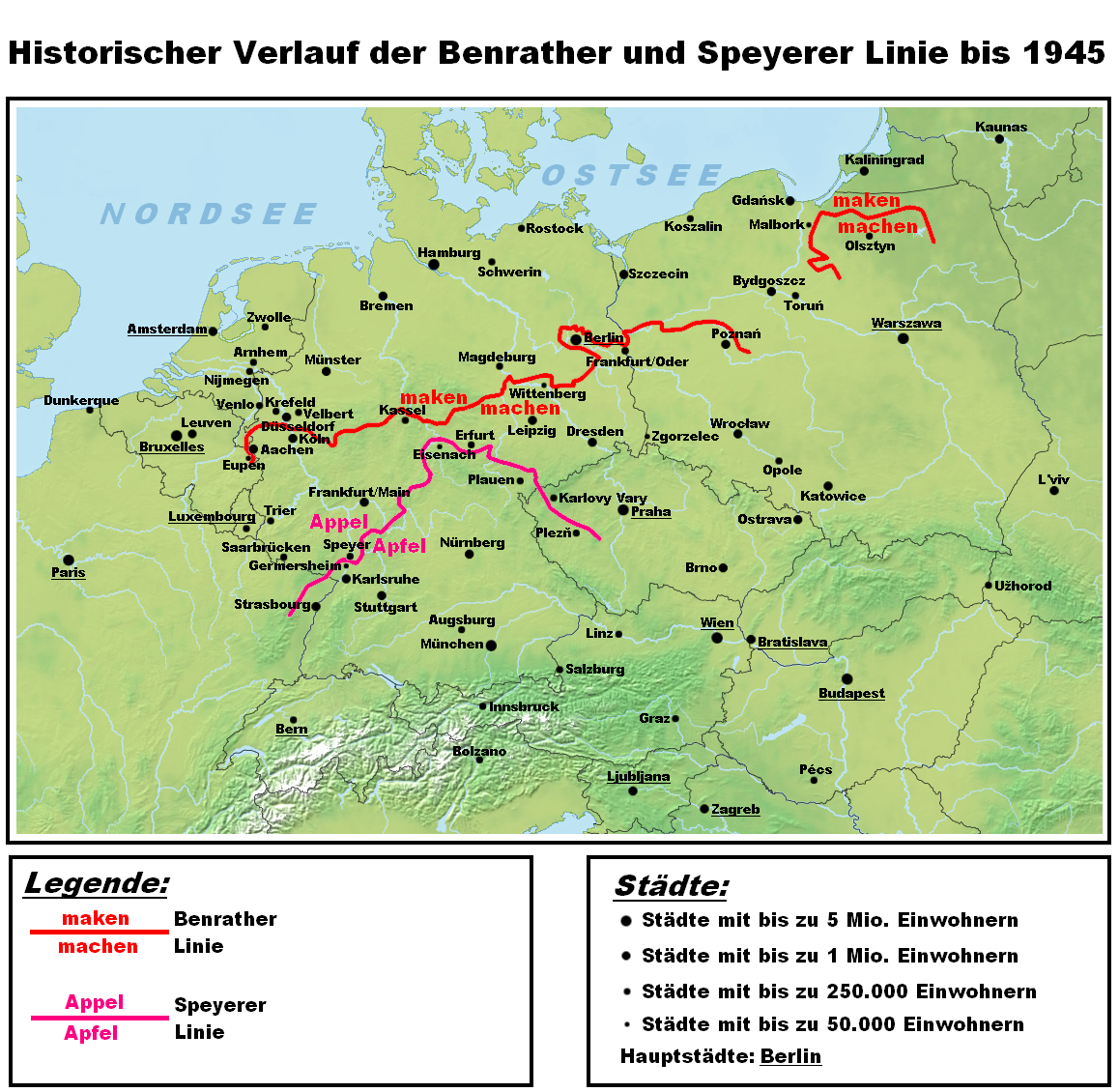
Die Benrather Linie markiert die südliche Grenze des niederdeutschen Sprachraumes

Die breite Bevölkerung folgte erst in der Zeit der preußischen Schulpolitik im 19. Jahrhundert, durch die sie das Schreiben in der Standardsprache lernte. Wichtige Faktoren um 1900 waren Wanderungsbewegungen durch die Industrialisierung sowie später die Aufnahme von Flüchtlingen und Vertriebenen nach dem Zweiten Weltkrieg. Auch Radio und Fernsehen trugen dazu bei, dass immer weniger Norddeutsche im Alltag einen niederdeutschen Dialekt sprachen.
Die Menschen im Norden sprechen heute meist Standarddeutsch oder Dialekte des Standarddeutschen. Niederdeutsche Dialekte verwenden daneben eher ältere Menschen, die im ländlichen Raum leben. Auch diese niederdeutschen Dialekte sind stark vom Standarddeutschen beeinflusst. 
Im heute deutschen Teil Schleswigs wird daneben auch noch Dänisch und insbesondere im schleswigschen Nordfriesland noch Nordfriesisch gesprochen. Auch hier finden sich häufig zweisprachige Ortsschilder. Sprachlich, historisch und kulturell bestehen enge Kontakte mit den Niederlanden, Dänemark und weiteren – meist protestantisch geprägten – Anliegern der Nord- und Ostsee, wie Großbritannien, dem übrigen Skandinavien und dem Baltikum. Im deutschen Sprachgebrauch, beispielsweise des Norddeutschen Rundfunks, wird Norddeutschland gelegentlich als Teil Nordeuropas betrachtet, während die Zugehörigkeit des übrigen Teils Deutschlands zu Mitteleuropa weniger in Frage gestellt wird.

## Norddeutsches Tiefland
Der Begriff Norddeutschland beschrieb ursprünglich das gesamte Norddeutsche Tiefland, auch in den Niederlanden bis ins Baltikum. Gemeint sind damit die Geest- und Marschgebiete entlang der Küsten von Nord- und Ostsee, das Hügelland des Baltischen Landrückens, die Grundmoränen, Endmoränen, Sander und Urstromtäler, Bruche und Luche, die ihre jetzige Ausformung durch die Weichsel-Eiszeit erhielten. Dies steht landschaftlich im Gegensatz zu den Mittelgebirgen Deutschlands, von denen allerdings Harz, Solling und Teutoburger Wald gelegentlich zu Norddeutschland gerechnet werden, da auch dort überwiegend niederdeutsche Dialekte verbreitet waren.
Die Mittelgebirge erschwerten die Kontakte zwischen den Siedlungen und einten den Kulturraum im Norden in Abgrenzung zum Süden; eine der südlichsten West-Ost-Verbindungen nördlich der Mittelgebirge wurde zu einer wichtigen Handelsroute, dem Hellweg, an dem heute die B1 und teilweise die A2 verläuft.

## Weitere Ansätze

### Länder an der Küste
Als norddeutsche Länder oder norddeutsche Küstenländer gelten diejenigen Länder, die an der Küste der Nordsee und/oder der Ostsee liegen bzw. über einen Seehafen verfügen. Diese Definition trifft zu auf:
- Bremen
- Hamburg
- Mecklenburg-Vorpommern
- Niedersachsen
- Schleswig-Holstein

### Niedersachsen als Übergangsbereich
Niedersachsen besitzt verschiedene Regionen, die häufig als untypisch für Norddeutschland angesehen werden. So wurde im Oberharz oder im Raum Bad Sachsa historisch nicht Niederdeutsch gesprochen. Das Emsland, das Oldenburger Münsterland, das Untereichsfeld und einige kleinere Regionen sind traditionell vom römischen Katholizismus geprägt, im Gegensatz zum evangelisch-lutherisch oder reformiert geprägten übrigen Norddeutschland. Südniedersachsen befindet sich nicht im Norddeutschen Tiefland, sondern im Mittelgebirge und wird daher auch häufig eher als Übergangsbereich zu Mitteldeutschland angesehen. Hinzu kommt, dass nach dem Zweiten Weltkrieg viele Flüchtlinge aus Regionen, in denen mitteldeutsche Dialekte gesprochen wurden und die nicht selten römisch-katholisch geprägt waren, nach Niedersachsen kamen. Hinzu kamen seit 1945 viele Menschen aus ostmitteldeutschsprachigen Regionen der ehemaligen DDR, die in den folgenden Jahrzehnten in Niedersachsen, wo sich auch die wichtige Übergangsstelle Helmstedt und das Durchgangslager Friedland befanden, ansässig wurden.

### Geographisch
Aus geographischer Sicht können zudem die Bundesländer oder Teile davon als Norddeutschland bezeichnet werden, die auf dem Gebiet der Norddeutschen Tiefebene, auch Norddeutsches Tiefland, liegen. Dies gerade vor dem Hintergrund, dass beispielsweise Teile der Altmark in Sachsen-Anhalt, wie die Hansestadt Salzwedel und der Luftkurort Arendsee, geographisch nördlicher liegen als die niedersächsischen Städte Hannover, Wolfsburg, Braunschweig und Meppen.
Hierbei ist allerdings beachtlich, dass die Tiefebene nach Osten hin immer weiter nach Süden reicht, so dass nach dieser Definition auch Leipzig in Sachsen zu Norddeutschland zählen würde. Demnach wären folgende Länder oder Teile davon zusätzlich auch zu Norddeutschland zu zählenː
- Teile von Nordrhein-Westfalen (Münsterland, Mindener Land)
- Sachsen-Anhalt (Altmarkkreis Salzwedel, Landkreis Stendal)
- Brandenburg
- Berlin
- Sachsen (nördlicher Teil, z. B. um Leipzig)

### Die Hanse
Als weiterer Ansatz kann das Verbreitungsgebiet im Handelsverbund der Hanse herangezogen werden, in der auf deutscher Seite hauptsächlich norddeutsche Städte vertreten waren. Auch heute sind die deutschen Hansestädte vornehmlich im norddeutschen Tiefland zu finden. Ähnlich, wie bei der geographischen Einordnung, reicht das Verbreitungsgebiet in etwa von den Küsten bis zum Harz, Teile des Nordwestens und Nordostens in den Grenzen der Bundesrepublik inbegriffen.

## Filme
- Christoph Weinert und Ingo Helm: Die Geschichte Norddeutschlands. Szenische Dokumentation von historischen Ereignissen im Bereich des NDR-Sendegebietes in 6 Episoden. Deutschland 2005, 6 × 45 min. Produziert von ecomedia, Hamburg. Erstausstrahlung Dezember 2005 im NDR. 2 × DVD, Gesamtspieldauer 270 min.
- DreiStromLand. Die große EWE-Filmchronik über das Land zwischen Ems, Weser und Elbe in Geschichte und Gegenwart. DVD 1: Wie es einmal war, 120 Min. Spieldauer; DVD 2: Wie es heute ist, Spieldauer 150 Min.